# Reserva marina de las Islas Columbretes
La Reserva marina de las Islas Columbretes se corresponde con el espacio marino que circunda al archipiélago mediterráneo español de las islas Columbretes, uno de los espacios naturales protegidos más importantes de la Comunidad Valenciana, debido a la diversidad biológica y ecológica de su entorno.
La Reserva natural de las islas Columbretes tiene una extensión emergida de 19 ha (14 de las cuales propias de la illa Grossa), mientras que la reserva marina circundante abarca una superficie de 5543 ha.
Las islas Columbretes constituyen un conjunto de cuatro grupos de islas volcánicas situadas a 28 millas del Puerto Deportivo de Las fuentes de Alcocebre, (Alcalá de Chivert), frente a la costa de la provincia de Castellón (España). Los grupos de islas son (en español y valenciano respectivamente): Columbrete Grande o Illa Grossa; La Ferrera; La Horadada o La Foradada; y El Bergantín o Carallot. También existen en el archipiélago numerosos escollos y bajos, y una orografía caracterizada por numerosos cráteres y chimeneas volcánicas.

## Protección
Las islas Columbretes fueron declaradas Parque natural por el Decreto 15/1988, del 25 de enero, del Consejo de la Generalidad Valenciana, y reserva marina de 4.400 hectáreas (una de las mayores de España) por Orden del 19 de abril de 1990, del Ministerio de Agricultura, Pesca y Alimentación. Fueron recalificadas como Reserva Natural por Ley 11/1994, del 27 de diciembre, de la Generalidad Valenciana. Asimismo está declarada como: Zona Especialmente Protegida de Importancia para el Mediterráneo (ZEPIM), Lugar de Importancia Comunitaria (LIC), Zona de especial protección para las aves (ZEPA), y microrreserva de flora.
En la actualidad las islas están habitadas únicamente por guardas y técnicos, y la normativa del parque solo permite la visita a la Columbrete Grande, así como las labores de recuperación del medio natural (erradicación de especies introducidas, recuperación de la cubierta vegetal, protección de las aves que anidan), bajo la condición de no recolectar minerales, plantas, o animales (entre otras medidas).

## Orografía
Las islas constituyen un árido conjunto de cuatro grupos de islas volcánicas asentadas sobre fondos de 80 metros de profundidad y abarcando una cobertura de tres millas marinas. 
Existen en el archipiélago numerosos escollos y bajos, y la numerosa presencia de cráteres y chimeneas volcánicas.
La geomorfología, la vegetación y la fauna de las islas están absolutamente modeladas por la acción del mar, ya que los procesos erosivos producidos por los agentes climáticos esculpen constantemente el paisaje de las islas.
La isla de mayor tamaño, conocida como la Columbrete Grande o L'illa Grossa, tiene un perfil en forma de arco abierto, característico de una gran actividad volcánica submarina, y en ella se encuentra el punto más elevado del archipiélago (67 metros de altitud donde también se ubica el faro de las islas).
Por su parte, el Carallot, con sus 32 metros de altura, representa los restos de la chimenea central de un volcán.

### Clima
Las islas tienen un clima mediterráneo, pero más seco que el peninsular, con unos 300 litros de lluvia al año, y de temperaturas más cálidas.
Según informan algunos medios, en los últimos ocho años, las islas columbretes de Castellón han perdido la mitad de toda su extensión en sus fondos marinos.
El principal motivo por el cual se ha producido este fenómeno, es debido a las altas temperaturas de los últimos años a consecuencia del cambio climático. El momento más delicado para estas especies, es cuando llega el verano, ya que la temperatura media del mediterráneo asciende considerablemente durante esta estación. Más concretamente durante el 2003 se registraron temperaturas récord alcanzando una media de unos 26 grados con picos máximos de unos treinta grados frente a los 26 grados que se consideran normales. Lo que provoca que las colonias que habitan bajo las aguas de las islas columbretes vean alterado su hábitat produciendo como consecuencia la muerte de una gran cantidad de estos ejemplares.
Y si junto a esto, le sumamos que tienen un ritmo de crecimiento y de reproducción muy lento, en un futuro no muy lejano, esta especie de coral podría extinguirse.

## Diversidad biológica

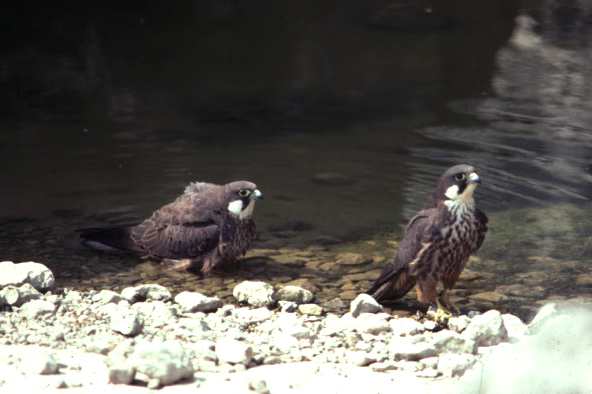
Halcón de Eleonor

En la actualidad el archipiélago es una Reserva Natural que acoge algunas especies en peligro de extinción, como el halcón de Eleonor y la gaviota de Audouin (o gaviota corsa) y sus fondos son una Reserva de Pesca de gran importancia que contribuye a la regeneración de numerosas especies pesqueras de la zona, como la langosta.
La única vegetación que existe actualmente es baja, en forma de matorral y gracias a las labores de protección y regeneración cubre gran parte de las islas. Sobre la fauna extinguieron a las muchas serpientes que allí se encontraban y que dieron nombre a las islas.

### Vegetación
Gran parte de la vegetación de la isla fue destruida por antiguos pobladores para hacer leña y extinguir a las serpientes. Además, también se introdujeron animales domésticos como conejos, cabras, y cerdos, que contribuyeron a eliminar más aún la escasa vegetación de la isla. 
En el archipiélago destacan dos especies endémicas vegetales como son: el mastuerzo marítimo de Columbretes (Lobularia maritima columbretensis) y la alfalfa arbórea (Medicago citrina).
Solo en la Ferrera se conservan los últimos restos de vegetación original (que antiguamente también cubría a toda l'illa Grossa),
como el palmito (Chamaerops humilis), lentisco (Pistacia lentiscus), y zarzaparrilla (Smilax aspera). L'Illa Grossa está cubierta mayoritariamente por el sosa fina (suaeda vera), que es la planta predominante del archipiélago. 
En las zonas más próximas al mar también encontramos hinojo marino (Crithmum maritimum) y zanahoria marina (Daucus gingidium), mientras que en las partes más altas abunda el matorral de sosa fina y la alfalfa arbórea.

### Fauna
Por su parte, aves marinas como el halcón de Eleonor (Falco eleonorae), la gaviota de Audouin (Larus audouinii), la pardela cenicienta (Calonectris diomedea), o el cormorán moñudo (Phalacrocorax aristotelis), anidan en las islas, ya que se trata del único lugar puesto que las islas constituyen un importante lugar de paso para las rutas migratorias de Europa hacia África. 
También es importante la existencia de una subespecie endémica de la lagartija ibérica conocida como lagartija o sargantana de las Columbretes (Podarcis hispanica atrata), aparte de la presencia de 10 especies de insectos endémicos más. 
Mientras que en el interior de las aguas podemos encontrarnos con las algas laminaria (muy poco frecuentes en el Mediterráneo), o el coral rojo, así como con gran cantidad de corvas, doradas, y sargos. Además, las islas también constituyen un importante espacio reservado para la cría y reproducción de la langosta.

## Reserva marina
La reserva marina tiene forma de cuadrilátero y una superficie de 5543 ha, en su totalidad, en aguas exteriores, mientras que la zona emergida es la Reserva Natural de las Islas Columbretes, la cual tiene una extensión de 19 ha. La situación geográfica es 39°55′N,0°40′E.
Las 30 millas que separan las islas Columbretes de Castellón así como sus características de islotes volcánicos de pequeña extensión, han supuesto una forma de protección para el entorno marino.
Las islas fueron calificadas de parque natural por la Comunidad Valenciana en 1988 y actualmente ostentan la calificación de Reserva Natural. La necesidad de proteger las especies de interés pesquero a la vista del declive de las capturas, impulsó la creación de la reserva marina que culminó en 1989.
Rodeadas de aguas transparentes y abruptas paredes sumergidas, ofrecen las condiciones idóneas para albergar una rica y variada biodiversidad marina.
Los fondos de la reserva marina presentan una gran variedad de ambientes: paredes y oquedades, fondos detríticos de arenas y piedras, fondos de maerl, maërl o marl, y praderas de la fanerógama marina (Cymodocea nodosa). 
Las principales comunidades marinas mediterráneas, segregadas principalmente por la iluminación, el hidrodinamismo, y el tipo de fondo, están representadas en el archipiélago.
Los fondos de Columbretes presentan una densa cobertura algal que alcanza profundidades considerables y permiten el desarrollo de interesantes comunidades de estas especies. Especies características como el alga parda (Laminaria rodriguezii) son frecuentes en Columbretes.
Destacan poblaciones de peces como los meros (Epinephelus marginatus), las poblaciones de nacras (Pinna nobilis) la langosta roja (Palinurus elephas), de gran importancia para la pesca; o la llamativa gorgonia roja (Paramuricea clavata). 
Desde la creación de la reserva se han observado aumentos significativos del número de langostas, lo que ha llevado a pensar en la posibilidad de que la reserva actúe de foco de repoblación de langosta en aquellas zonas adyacentes a las que, de manera natural, puedan llegar las larvas de este crustáceo que tienen un prolongado periodo de vida planctónica, según resultados de los estudios de seguimiento realizados por el Instituto Español de Oceanógrafia.